# Радіологія
Радіологія (лат. radius «промінь» + λόγος — «наука, вчення») — галузь науки, яка вивчає явища пов'язані з випроміненням, найчастіше радіоізотопним.
Окремий розділ радіології, Медична радіологія — це медична дисципліна, яка використовує радіологію і медичну візуалізацію для діагностики та лікування захворювань в організмах тварин, включаючи людей.
У побуті, медичу радіологію визначають власне як радіологію.
Для діагностики та лікування захворювань застосовуються різноманітні методи візуалізації, такі як рентгенографія, ультразвук, комп'ютерна томографія (КТ), ядерна медицина, включаючи позитронно-емісійну томографію (ПЕТ) та магнітно-резонансну томографію (МРТ). Інтервенційна радіологія — це виконання зазвичай малоінвазивних медичних процедур з застосуванням технологій візуалізації, згаданих вище.

## Історія
Першооснову радіології заклали Пулюй І.П. та Рентген В. К., які відкрили невидимі випромінювання, що згодом визнали співрідними світловому випроміненню, що відрізнялись лиш довжиною хвилі.